# اگپیلیاکیان
اگپیلیاکیان (به لاتین: Agpilyakyan) یک منطقهٔ مسکونی در جمهوری آذربایجان است که در شهرستان شکی واقع شده‌است.